# TU Andromedae
TU Andromedae eller HD 2890, är en ensam stjärna belägen i den södra delen av stjärnbilden Andromeda. Den har en högsta skenbar magnitud av ca 7,5 och kräver ett mindre teleskop för att kunna observeras. Baserat på parallax enligt Gaia Early Data Release 3 på ca 0,944 mas beräknas den befinna sig på ett avstånd av ca 3 500 ljusår (ca 1 060 parsec) från solen. 

## Observation
TU Andromedae upptäcktes på fotografier tagna av Sergey Nikolayevich Blazhko och Lydia Ceraski år 1907 och 1908. Upptäckten tillkännagavs av Witold Ceraski år 1909.

## Egenskaper

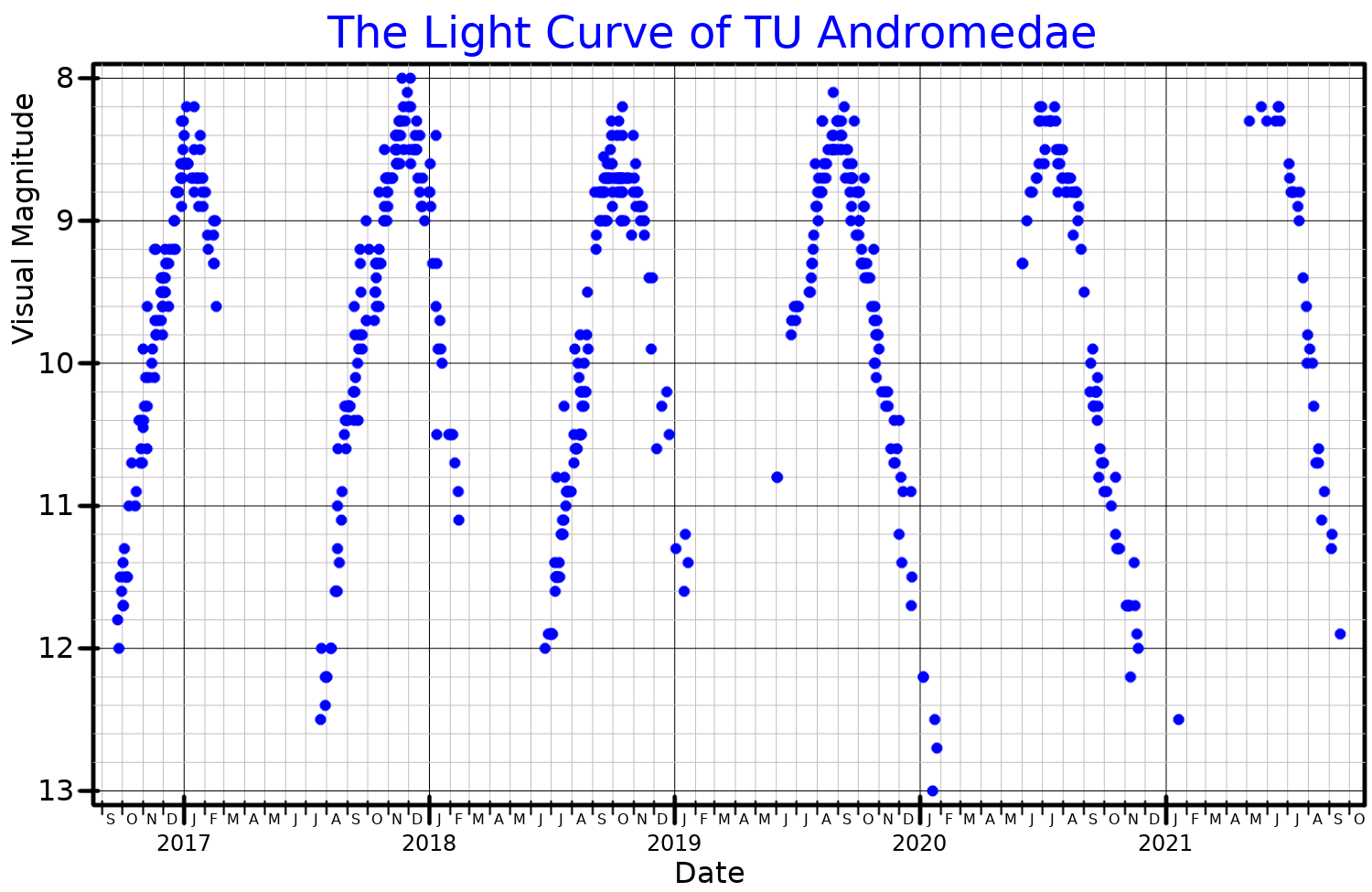
Ljuskurva i visuella bandet för TU Andromedae, anpassad från AAVSO-data.

TU Andromedae är en variabel stjärna klassificerad som en Miravariabel och varierar från en skenbar magnitud på 13,5 vid minimal ljusstyrka till en magnitud på 7,5 vid maximal ljusstyrka. Liksom alla stjärnor av detta slag är TU Andromedae en kall stjärna på asymptotiska jättegrenen, vilket betyder att den har kärnfusion av väte och helium i koncentriska skal utanför en inert kärna av kol och syre som bildats tidigare i dess liv på den horisontella grenen. Dess variationsperiod är stabil på 316,8 dygn.
Stjärnan har en massa av ca 0,87 solmassa, och utsänder energi från dess fotosfär motsvarande ca 5 200 gånger solen vid en effektiv temperatur av ca 2 600
De modellerade egenskaperna hos TU Andromedae vid maximal ljusstyrka överensstämmer inte med tillgängliga modeller av Mirastjärnor (som fungerar för Mira själv). Det är osäkert om problemet ligger i stjärnans uppmätta parametrar eller i modellernas brister. Den hade en massa mellan 1,15 och 1,4 solmassa när den fanns på huvudserien men är nu mindre massiv.